# Проклятые воды
«Проклятые воды» (англ. Night Swim) — американский фильм ужасов о сверхъестественном 2024 года, написанный Брайсом Макгуайром (режиссёрский дебют) и основанный на одноимённом короткометражном фильме 2014 года, снятом Макгуайром и Родом Блэкхерстом. В фильме снялись Уайатт Рассел и Керри Кондон. Сюжет рассказывает о семье из пригорода, которая обнаруживает, что в её бассейне на заднем дворе обитают призраки.
Джейсон Блам и Джеймс Ван выступили продюсерами со своими компаниями Atomic Monster и Blumhouse Productions соответственно, и это первый фильм двух компаний, который вышел в прокат после их слияния 2 января 2024 года.
Фильм «Проклятые воды» был выпущен в прокат в США компанией Universal Pictures 5 января 2024 года. Фильм получил негативные отзывы критиков.

## Сюжет
В 1992 году молодая девушка отправляется ночью в семейный бассейн, чтобы достать лодку, принадлежащую её смертельно больному брату. Когда она пытается достать лодку, что-то в бассейне утягивает её под воду.
В наши дни семья Уоллеров ищет новое постоянное место жительства после того, как отец Рэй Уоллер вынужден был оставить бейсбольную карьеру из-за болезни. Они покупают бывшую резиденцию семьи Фуллер, но Рэй царапает руку, когда работает над очисткой бассейна на заднем дворе. Когда приходят специалисты по обслуживанию бассейна, они обнаруживают, что бассейн, по сути, является самоподдерживающимся и берет воду из подземного источника, расположенного неподалеку.
По мере того как он проводит все больше времени в бассейне в рамках своей терапии, болезнь Рэя, похоже, переходит в стадию ремиссии. Однако его жена Ева обеспокоена изменениями, которые она видит в своем муже, а их дети Иззи и Эллиот сообщают, что на них что-то напало в бассейне, а также о пропаже семейного кота. Во время вечеринки риелтор рассказывает Еве о том, что дочь Фуллеров Ребекка утонула в бассейне, а Рэй, похоже, заставляет ребёнка погрузиться под воду и чуть не тонет сам, хотя это объясняется побочным эффектом его болезни.
Разыскав семью Фуллеров и узнав, что в доме давно происходят исчезновения, Ева встречается с Кей, матерью Ребекки. Кей объясняет, что вода, которая сейчас питает бассейн, когда-то была частью целебного источника, но для того, чтобы использовать воду, нужно принести ей в жертву кого-то другого; Кей была вынуждена принести Ребекку в жертву существу в бассейне, чтобы исцелить болезнь её брата Томми. Ева с ужасом понимает, что теперь бассейн исцеляет Рэя, но для этого нужно принести в жертву Эллиота.
Ева возвращается в дом и обнаруживает, что Рэй находится под прямым контролем сущности, которая заманивает Эллиота в ловушку в бассейне. Ева пытается спасти сына, в то время как Иззи противостоит сущности, овладевшей её отцом, и в итоге нападает на него с бейсбольной битой. Еве удается вытащить Эллиота, и дух Ребекки направляет её на поверхность бассейна. После возвращения в сад нападение Иззи и состояние Эллиота помогают Рэю вернуть контроль над собой. Чтобы остановить сущность, атакующую его детей, Рэй приносит себя в жертву.
Решив остаться в доме, чтобы никто больше не стал жертвой сущности, Ева, Иззи и Эллиот договариваются о том, чтобы бассейн был засыпан, чтобы подобное не повторилось.

## В ролях
- Уайатт Рассел — Рэй Уоллер[9]
- Керри Кондон — Ева Уоллер
- Амели Хёферле — Иззи Уоллер
- Гэвин Уоррен — Эллиот Уоллер
- Джоди Лонг — Кей
- Эдди Мартинез — тренер
- Элайджа Дж. Робертс — Ронин
- Рахнума Пантхаки — доктор Шридхар
- Бен Синклер — техник бассейна
- Элли Араиза — Аджела
- Нэнси Ленехан — агент по недвижимости Уоллера

## Производство и премьера
О начале работы над фильмом стало известно в январе 2023 года, после успеха фильма «М3ГАН». Брайс Макгуайр написал сценарий и выступил режиссёром на основе своей одноимённой короткометражки 2014 года. Уайатт Рассел и Керри Кондон получили главные роли, а Джеймс Ван и Джейсон Блюм спродюсируют фильм под через свои кинокомпании Atomic Monster Productions и Blumhouse Productions, соответственно. В апреле к актёрскому составу присоединились Амели Хоферле, Гэвин Уоррен, Нэнси Ленехан и Джоди Лонг.
Съёмки начались в апреле 2023 года, в Лос-Анджелесе, оператором стал Чарли Саррофф.
Премьера фильма состоялась 5 января 2024 года. Ранее планировалось, что фильм выйдет 19 января 2024 года. Премьера на цифровых платформах состоялась 23 января 2024 года.

## Критика и оценки
На сайте Rotten Tomatoes фильм имеет рейтинг 22 % основанный на 150 отзывах, со средней оценкой 4.3/10.
Фрэнк Шек в рецензии для The Hollywood Reporter назвал фильм «неглубоким местом в бассейне фильмов ужасов» и пишет, что «несмотря на все усилия режиссёра нагнетать напряжение с помощью обычных приёмов, фильм оказывается таким же глупым, как и звучит». Питер Хауэлл в рецензии для Toronto Star поставил фильму два балла из четырёх, сказав, что короткометражная история была лучше: «По большей части, однако, эта полнометражная версия „Ночного плавания“ ещё раз доказывает истину, что длиннее редко бывает лучше, когда речь идёт о кино. Оригинал был коротким, острым и шокирующим».